# 流星

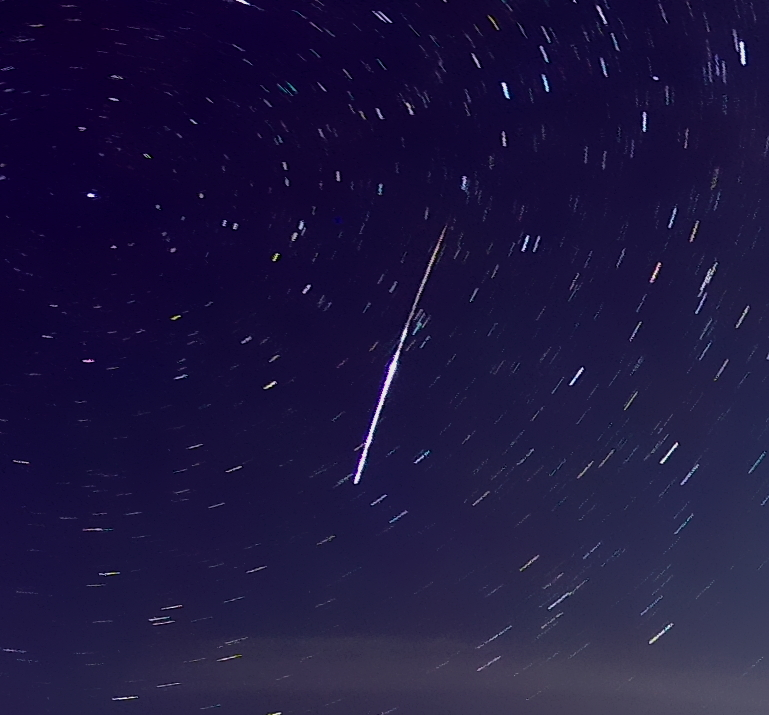
2020年8月のペルセウス座流星群の流星

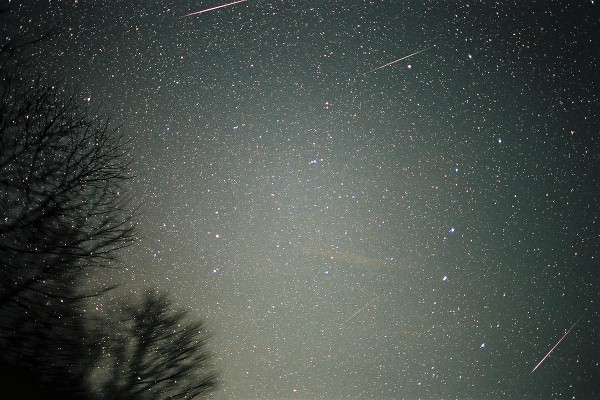
2001年のしし座流星群の流星

流星（りゅうせい、英語：meteor、shooting star）は、天文現象の一つで、夜間に天空のある点で生じた光が一定の距離を移動して消滅する現象。一般的に流れ星とも呼ばれる。明るさが強く、昼間でも目視できる流星もまれにある。原因としては太陽の周りを公転する流星物質が、地球（または他の天体）の大気に衝突、突入して発光したものである。
流星物質は、0.1ミリメートル以下のごく小さな宇宙塵から、数センチメートル以上ある小石のようなものまで様々な大きさがある。地球の大気に数十キロメートル毎秒 (km/s) という猛スピードで突入し、上層大気の分子と衝突して摩擦によりプラズマ化して発光する。通常、流星は地上より150キロメートル (km) から100 km程度の高さの下部熱圏で光り始め、70 kmから50 kmの高さの中間圏で消滅する。しかし、元の流星物質が特に大きい場合などには、燃え尽きずに隕石として地上に達することがある。なお、見た目に消滅する場合にも流星塵として地球に降り注いでいる。
明るさがマイナス3等からマイナス4等程度よりも明るい流星は、火球と呼ばれる。中には満月より明るい光を放ち、夜空全体を一瞬閃光のように明るくするものもある。
流星を観測する方法としては、流星電波観測、流星眼視観測、流星写真観測、流星TV観測がある。

## 流星と火球
流星現象を引き起こす物質（流星物質）は、彗星あるいは小惑星が太陽に近づいたときに放出したものである。彗星は太陽に近づくたびに無数の塵（ちり）（小天体）を放出している。これらの塵も彗星とほぼ同じ軌道で太陽の周りを公転している。地球の軌道がそれと交差する場所で、浮遊している流星物質（ダストトレイル）のゾーンと地球の大気のゾーンが重なってきたとき、塵で大気が高温になりプラズマになり再結合することで発光して、流星ないし流星群の現象が生じる。
流星は小さく、大気圏内で燃え尽きる。隕石の形で地上に落ちるのではなく、小さな塵(宇宙塵)に散らばって地上に降り注ぐ。
火球は流星の中でも惑星より明るいもの（定義者により異なる）をいう。火球は小惑星軌道から来た物質が主である。火球を生じたあと、まれに燃え尽きないで地上にまで落下する天体があり、これを隕石という。火球は非常に明るいので、夜間だけではなく昼間でも観察、撮影される場合がある。

## 電離層の発生
流星が流れた後の大気はイオン化され、電離層が発生する。この電離層が電波を反射させて、遠方にあり通常では聞こえることがないFM放送を短時間だけ聞くことができる。このことを利用して、流星電波観測などが行われている。最近では、電波を常時送信するアマチュア無線ボランティア局の電波を利用して、同様の観測が行われている。

## 流星群
毎年ある決まった時期になると、天球上のある1点から流星が放射状に飛び出してくるように見える事がある。これを流星群と呼ぶ。これは主に彗星が通った後に残された塵の集合体がある空間に、地球が公転運動によって差し掛かる事により発生する現象である。また、流星が飛び出してくる点を放射点、または輻射点と呼ぶ。年間数十個以上の流星群が知られている。流星群に属する流星を群流星と呼ぶ。これに対して、流星群に属さない流星は散在流星と呼ばれる。同じ流星群に属する流星は速度などが同じようになる傾向がある。

## 静止（停止）流星
完全に観測者の方向に流星が飛んでくる場合には、流星は「突如明るい星が発生し、それが暗くなって見えなくなる」ように見える。これを静止流星あるいは停止流星という。通常の流星の太陽系での軌道を計算するには、同一流星を複数の観測地点で撮影し、発生点と消失点を空間上で明確にすることが必要であるが、静止流星の場合は、その位置がきちんと観測できれば、その静止流星の太陽系での軌道は容易に計算できる。
一般には、地上に落ちた流星が隕石であると捉えられているが、流星と隕石の太陽系内の軌道は明確に違っている。軌道がはっきりと観測された隕石は4例しかないが、それらは全て小惑星帯のものであり、隕石の起源は小惑星帯であることが予想されている。また、流星の軌道は彗星と一致するものがほとんどで、彗星が通ったあとの塵が流星の発生源となることが予想されている。
流星は大気圏内で燃え尽き、また地上のある地点に向かう流星の発生する確率は低いので、観測者にぶつかる心配はまずない。隕石が人間にぶつかったとされる例は、1954年のアメリカのアラバマ州シラコーガに住むアン・ホッジスの例（ホッジス隕石）と、2002年8月22日のイギリスのノース・ヨークシャーの少女Siobhan Cowtonの例がある。

## 人工物による流星
宇宙空間にある人工物（ある程度以上の大きさのスペースデブリや人工衛星など）が大気圏に突入すれば、流星のように見えることがある。こうした現象を人為的に起こして、想定した地域・日時で流星群を見せる計画を日本のベンチャー企業ALEが進めている。

## 流星の音
流星が流れた時に音が聞こえるという現象がある。 流星の音の原因に関しては二つの種類が知られている。 一つは衝撃波が生み出すソニックブームによるもので、隕石となるような巨大な火球でよく聞かれる。 ただし、流星が輝いている高度は100 km前後であり、雷が光って時間が経ってから音が聞こえるように、流星が光ってから音が届くには普通数分の時間がかかる。 雷か大砲のような音がし、ガラスが割れるなどの被害が出ることもある。 
もう二つは発光と同時に音が聞こえるもので、1980年代までは、その音は心理的なものであるとされてきた。 しかし、明るい流星が流れた際に、音が聞こえた、ということを本に書いている人が多数いる。 また、古く中国では音を伴う流星を天狗と呼んでいた。
オーストラリアのニューカッスル大学のコリン・ケイ (Colin Keay) は1980年に流星の音に関する論文を発表した。彼の考えではある程度の高度以下まで突入した大火球によって、プラズマの乱流ができる。この乱流プラズマは、地球磁気圏の磁力線に絡みつき、引きずる。直ちにプラズマが冷えるとともに、乱された状態の磁力線も元に戻る。この時に極めて低い周波数の電磁波が発生し、光の速さで地上に達し、観測者の近くの物体がその電磁波に揺さぶられれば、同じ周波数の音が出る。 
電磁波が誘発する観測者周囲の物体からの音というもの果たして聞こえるのかどうかについても、ケイは実験を行った。その結果、髪の毛や眼鏡のふちなど、身の周りのありふれたものが低い周波数の電磁波に反応すること、その音が聞こえる人と聞こえない人がいることなどが分かった。 大火球から、大変低い周波数の電磁波が出ることも観測で明らかになり、ケイの考えが支持されるようになってきたが、どのようにして電磁波が発生するかのメカニズムに関してはまだ正確なことは分かっていない。 1998年11月のしし座流星群を、モンゴルで観測した研究者は、火球と同時に聞こえる音の録音に成功した（より詳しい解説は「電磁波音」を参照）。

## 色々な流星
流星の元になる小天体の内部物質の燃焼により、流星に色がついて見えることがある。また、燃焼の過程で色が変化する場合もある。
流星が一旦暗くなりかけて、また明るく輝いたり、一旦全く見えなくなってまた光って見えるものも報告されている。
流星の元になる小天体の形によってか、流星が曲がって飛ぶ場合があることが報告されているが、はっきりとは確認されていない。

## 流星の量
地球には毎日、1トンの流星が降り注いでいる可能性があるとの研究結果が発表された。

## 流星にまつわる文化

### 伝承・民俗や逸話
その神秘的な現象から、流星に関しては様々な伝説や逸話が存在する。日本国内において最も有名なのが「1つの流星が輝いている間に願い事を3回唱えると、その願いが叶う」というものであるが、当然ながら明確な根拠は無い。なお、流星が発生するタイミングは確実に掴めるものではなく、また流星1つが発光している時間は、通常1秒前後の非常に短い間であり、その間に3回も願い事を唱えるのは不可能に近い。ただし、ごく稀に数秒にわたって発光する流星もあり、これを運良く見ることができれば願い事を3回唱えることも不可能ではない。この他、「流星を見たら3回唾を吐かなければ不幸になる」といったものや、「星が遊んでいる様子」などといった話もある。
モンゴルでは、流星を見ると、自分の星では無いことを願い「トゥイ、トゥイ、トゥイ、私のじゃない、人の星！」と言う。自分の星とは、人がそれぞれ持っている運命を決める星とされ、誰かが死ぬと人の星が流れるというものである。
中国の小説『三国志演義』では、諸葛亮の陣営に赤く大きな流星が3度流れ、これにより諸葛亮は自分の死を察知するという物語がある。この話は中国で長く語り継がれ、流星と人の死を結びつける考えも、この物語から発生する。
また、アンデルセンの童話『マッチ売りの少女』では、少女の亡くなった祖母が話した「流れ星は誰かの命が消えようとしている象徴」との言葉が出てくる。

### 航空機名、作品名など
光りながら空を高速で移動する流星は印象的な存在であることから、軍用機の名称・別名（「流星」「F-80 シューティングスター」）に使われたこともある。また別称の流れ星を含めて、創作物のタイトルやキャラクター名にも多く使われる。1979年のアメリカ映画『メテオ』は作品名が示すように、地球に接近する流星を主題としている。